# Маккуорри, Ральф
Ральф Маккуорри (англ. Ralph McQuarrie, 30 июня 1929, Гэри, Индиана, США — 3 марта 2012, Беркли, Калифорния, США) — американский иллюстратор и дизайнер, известный как создатель визуальных образов персонажей Дарта Вейдера и Чубакки из саги «Звёздные войны».

## Карьера
Джордж Лукас пригласил Маккуорри в качестве дизайнера персонажей «Звёздных войн» в 1975 году. Художник работал над всеми фильмами первой трилогии. Именно он придумал, как будут выглядеть такие известные персонажи фильмов, как Чубакка, Дарт Вейдер и роботы R2-D2 и C-3PO. Маккуорри также работал над пейзажами из «Звёздных войн» — в частности, он создал пустыни планеты Татуин.
Позже художник сотрудничал со Стивеном Спилбергом — разрабатывал дизайн космических кораблей для картин «Близкие контакты третьей степени» (1977) и «Инопланетянин» (1982).
В марте 1986 года Ральф Маккуорри стал обладателем премии «Оскар» за лучшие визуальные эффекты для фильма «Кокон». Маккуорри также работал над фильмами «Индиана Джонс: В поисках утраченного ковчега», «Батарейки не прилагаются» и «Парк юрского периода».

## Смерть
Скончался 3 марта 2012 года в городе Беркли, штат Калифорния в возрасте 82 лет от осложнений, вызванных болезнью Паркинсона.